# Elizabeth Lynne

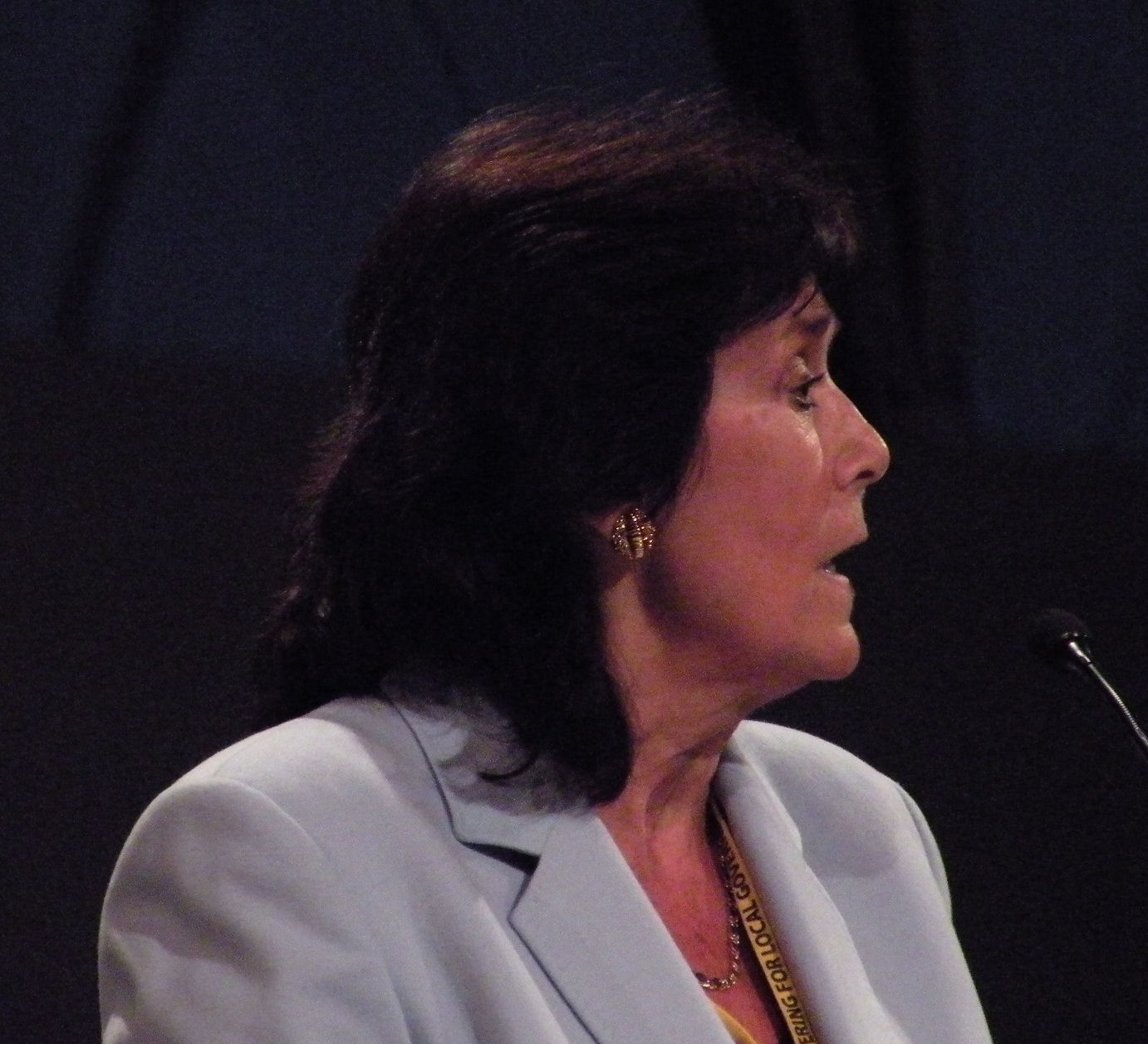
Liz Lynne

Elizabeth „Liz“ Lynne (* 22. Januar 1948 in Woking) ist eine britische Politikerin der Liberal Democrats. Sie war 1992 bis 1997 und 1999 bis 2012 Mitglied des Europaparlaments für die Region West Midlands.

## Leben
Lynne ging in Dorking zur Schule und arbeitete von 1966 bis 1989 als Schauspielerin. Von 1992 bis 1997 war Lynne Abgeordnete im britischen Unterhaus. Des Weiteren war sie als MdEP Sprecherin der Liberal Democrats für Gesundheitswesen, Soziale Sicherheit und Behinderung. Auch zur Europawahl 2009 trat sie an, erzielte zwar weniger Stimmen, konnte aber ihren Abgeordnetensitz behalten. Im Februar 2012 gab sie ihr Abgeordnetenmandat im Europäischen Parlament auf. Ihr folgte Phil Bennion.